# Tuulikki Jahre
Tuulikki Jahre   (Lieksa, 11 d'agost de 1951) és una ciclista sueca, ja retirada. Del seu palmarès destaca la medalla de plata al Campionat del Món en Ruta de 1980 i diferents campionats nacionals tant en ruta com en contrarellotge. El 1984 va prendre part en els Jocs Olímpics d'Estiu de Los Angeles.

## Palmarès
- 1973
  -  Campiona de Suècia en ruta
- 1976
  -  Campiona de Suècia en ruta
  -  Campiona de Suècia en contrarellotge
- 1977
  -  Campiona de Suècia en ruta
  -  Campiona de Suècia en contrarellotge
- 1980
  -  Campiona de Suècia en contrarellotge